# Pedinolejeunea raduliloba
Pedinolejeunea raduliloba là một loài Rêu trong họ Lejeuneaceae. Loài này được (Stephani) P.C. Wu & But mô tả khoa học đầu tiên năm 2009.